# Gail Dines

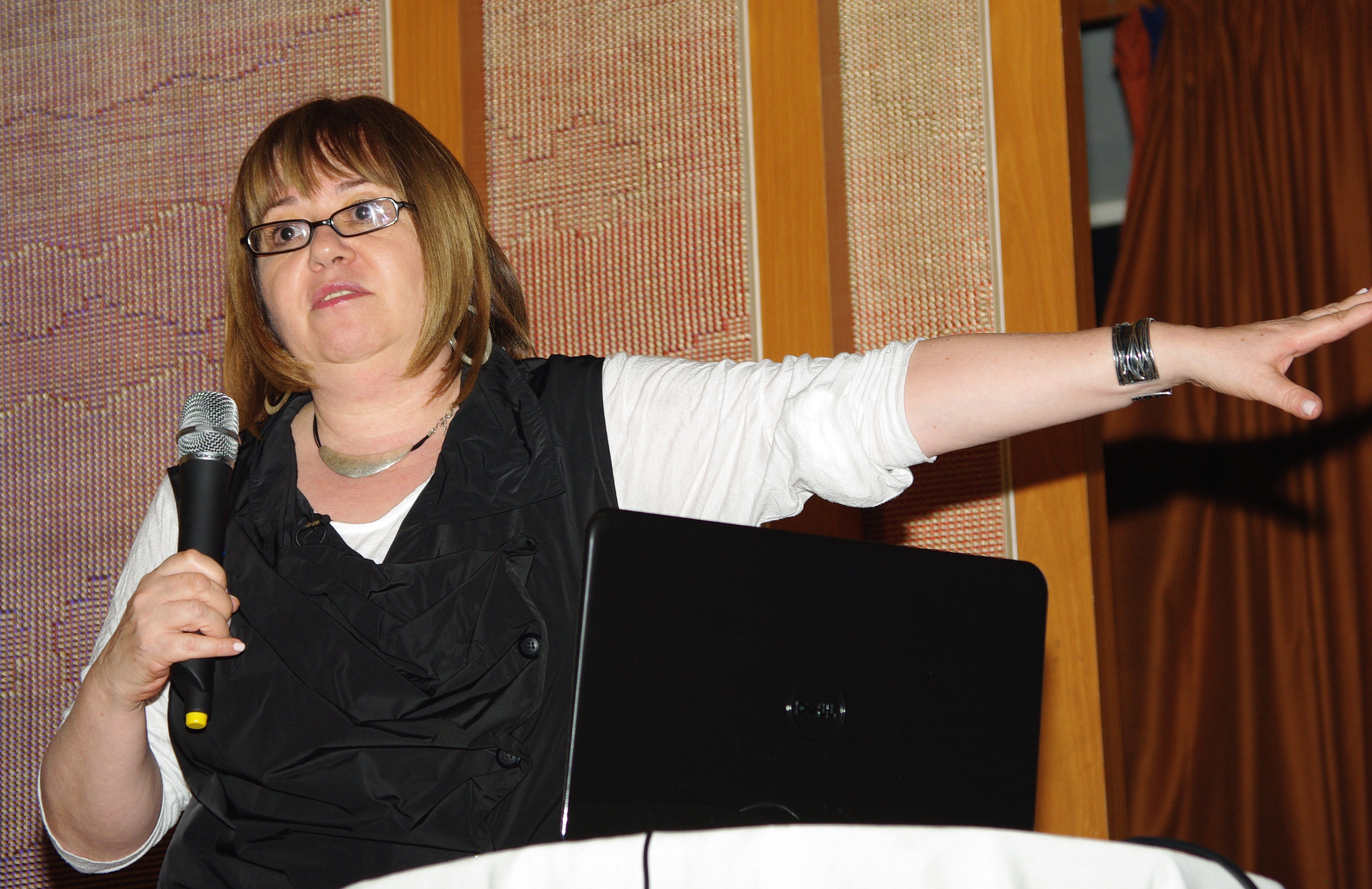
Gail Dines (2013)

Gail Dines (* 1958 in England) ist eine britische Soziologin, Hochschullehrerin, Autorin und Aktivistin der Anti-Pornografie-Bewegung.

## Leben und Wirken
Dines erhielt ihren Ph.D. an der Universität von Salford in England. Sie ging nach Israel, wo sie im Alter von 22 Jahren die Frauenbewegung Woman to Woman gründete. Sie ist seit 1986 am Wheelock College in Boston tätig, wo sie zur Professorin der Soziologie und der Frauenforschung berufen wurde und die Abteilung American Studies leitet.
Dines ist Mitautorin des bestverkauften Medien-Textbuches Gender, Race and Class in Media, welches in mehr als 200 Colleges der Vereinigten Staaten studiert wird und den Myers Center Award for the Study of Human Rights erhielt. Sie gab ebenfalls Pornography: The Production and Consumption of Inequality mit heraus. Zahlreiche ihrer Artikel über Pornographie, Medien und Gewalt erschienen in akademischen Journalen und Büchern, in Zeitungen und Zeitschriften wie Newsweek, Time, Working Woman, New York Times, Boston Globe, USA Today, Daily Mail (England).
Sie ist Gründungsmitglied von Stop Porn Culture, einer internationalen Bewegung gegen Pornografie, die heute culture reframed heißt.
Sie ist Mitbegründerin des National Feminist Anti-Pornography Movement.
Dines wird, neben eigenen Fernsehauftritten, in einigen Dokumentarfilmen wie The Strength to Resist: The Media's Impact on Women and Girls (Cambridge Documentary Films) mit ihrer Arbeit vorgestellt.

## Publikationen
- Englisch -
- Gender, Race, and Class in Media: A Critical Reader, 2011, ISBN 9781412974417.
- Pornland: How Porn Has Hijacked our Sexuality, Beacon Press, 2010, ISBN 9780807044520.
- mit Robert Jensen: Feminist Debates on Pornography In Wolfgang Donsbach, Hrsg., International Encyclopedia of Communication, Band. 8, Oxford, UK und Malden, MA: Wiley-Blackwell, 2008, online, S. 3807-3811.
- King Kong and the White Woman: Hustler Magazine and the Demonization of Black Masculinity. Journal of Violence Against Women, 1998, Band 4, Nummer 3, online, S. 291-307.
- mit Bob Jensen, Ann Russo: Pornography: The Production and Consumption of Inequality: The Production and Consumption of Male Supremacy Routledge Chapman & Hall, 1998, ISBN 0415918138.
- mit Jean McMahon Humez: Gender, Race, and Class in Media: A Text-Reader. Taschenbuch. SAGE Publications, 1994, ISBN 0803951647.

- Deutsch -
- Pornland. Wie die Pornoindustrie uns unserer Sexualität beraubt. Essay. André Thiele, Mainz 2014, ISBN 978-3-95518-022-5.